# Romain Vadeleux
Romain Vadeleux est un joueur français de volley-ball né le 12 février 1983 à Fort-de-France (Martinique). Il mesure 1,96 m et joue central ou attaquant. Il totalise 120 sélections en équipe de France.

## Biographie
Romain Vadeleux naît en Martinique, à Fort-de-France, mais il grandit dans la commune littorale des Anses-d’Arlet.

En 1998, à 16 ans, Romain s’installe en métropole, en sport-études au CREPS de Talence (Bordeaux). Un an plus tard, il rejoint le Centre national de volley-ball (CNVB) de Montpellier. Il a commencé des études en Génie Climatique et obtenu son Bac Pro. Il demeure quatre ans en sport-études. Vers la fin de sa formation au CNVB, il s’interroge : 

« Suis-je assez bon pour arrêter mes études et entamer une carrière professionnelle ou alors faut-il que je continue mes études afin de m'assurer une reconversion, au cas où le volley ne me permettrait pas de vivre de ma passion ? »

La première saison confirme l’option sportive : sportif de haut niveau, dans des clubs français, italiens, suisses il  emporte des titres. À son retour d’Italie, en 2011, l’entraîneur de Rennes Volley 35 déclare à son sujet : 

« C'est sans doute l'un des meilleurs serveurs du championnat, du niveau de Jiří Novák. Il y a deux ans, avec Saint-Quentin, il tournait à trois aces par match. Sans compter les situations où il mettait la réception adverse en difficulté. Il a aussi une lecture plus rapide au contre. Bref, il vaut mieux l'avoir dans son équipe plutôt qu'en face ! […] C'est ce genre de compétiteur qui vous fait grandir. »

— Boris Grebennikov
 Il est aussi sélectionné à 120 reprises en équipe nationale de France.
Romain Vadeleux suit des études en Suisse, et après y avoir travaillé deux ans, il exerce la profession d'infirmier à Paris.

## Clubs
| Club                    | De        | À         |
| ----------------------- | --------- | --------- |
| Arago de Sète           | 2003-2004 | 2004-2005 |
| Avignon Volley-Ball     | 2005-2006 | 2005-2006 |
| Paris Volley            | 2006-2007 | 2007-2008 |
| AS Cannes               | 2008-2009 | 2008-2009 |
| FL Saint-Quentin        | 2009-2010 | 2009-2010 |
| Lube Macerata           | 2010-2011 | 2010-2011 |
| Rennes Volley 35        | 2011-2012 | 2011-2012 |
| Chaumont Volley-Ball 52 | 2012-2013 | 2012-2013 |
| Lausanne UC             | 2013-2014 | 2014-2015 |

## Palmarès
- Ligue mondiale
  - Finaliste : 2006
- Challenge Cup (1)
  - Vainqueur : 2011
- Championnat d'Europe
  - Finaliste : 2009
- Championnat de France (2)
  - Vainqueur : 2007, 2008
  - Finaliste : 2005
- Coupe de France (1)
  - Vainqueur : 2012
  - Finaliste : 2004
- Coupe de Suisse
  - Vainqueur : 2015
- Championnat Suisse
  - Finaliste : 2015